# Golf von Fethiye

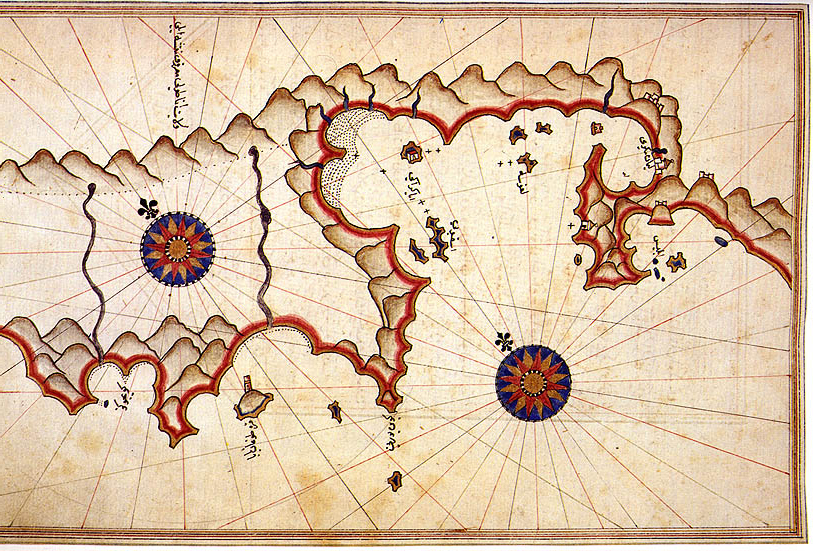
Kartographie der Bucht von Piri Reis

Der Golf von Fethiye ist eine große Bucht im Südwesten der Türkei. Im Osten des Golfes liegt die gleichnamige Stadt Fethiye und im Nordwesten der Stadt Göcek. Die Golfküste beginnt bei der Halbinsel Kapıdağı am Kap Kurdoğlu und endet südlich des historischen Ortes Kayaköy am Kap İlbis (früher Karmylassos) im Osten. Innerhalb des teilweise bis zu 200 Meter tiefen Golfes befinden sich zwölf kleinere bis mittlere Inseln. Die größten Inseln sind Domuz, Göcek, Yassıcalar, Tersane, Katrancık, Delitaş, Kızıl und Zeytin. 
Im alten Griechenland wurde die Bucht Golf von Telmessos genannt.
Koordinaten: 36° 38′ 0″ N, 28° 58′ 0″ O